# EPrix van Monte Carlo
De ePrix van Monte Carlo is een race uit het Formule E-kampioenschap. In 2015 was de race het toneel van de zevende Formule E-race uit de geschiedenis. De race wordt gehouden op een aangepaste versie van het Circuit de Monaco.

## Geschiedenis
De eerste ePrix van Monte Carlo werd gehouden op 9 mei 2015 en werd gewonnen door Sébastien Buemi, die uitkwam voor het team e.dams Renault. De race keerde echter niet terug op de kalender van het tweede Formule E-seizoen. Het is de bedoeling dat de race gerouleerd wordt met de ePrix van Parijs. Desondanks stonden deze races in het derde seizoen van de klasse allebei op de kalender.

## Resultaten
| Editie | Seizoen   | Circuit | Winnaar                                      | Tweede                                    | Derde                                        | Pole position                                    | Snelste ronde                                           |
| ------ | --------- | ------- | -------------------------------------------- | ----------------------------------------- | -------------------------------------------- | ------------------------------------------------ | ------------------------------------------------------- |
| 1      | 2014-2015 | Monaco  | Sébastien Buemi e.dams Renault               | Lucas di Grassi Audi Sport ABT            | Nelson Piquet jr. China Racing               | Sébastien Buemi e.dams Renault                   | Jean-Éric Vergne Andretti Autosport                     |
| 2      | 2016-2017 | Monaco  | Sébastien Buemi Renault e.Dams               | Lucas di Grassi ABT Schaeffler Audi Sport | Nick Heidfeld Mahindra Racing Formula E Team | Sébastien Buemi Renault e.Dams                   | Sam Bird DS Virgin Racing                               |
| 3      | 2018-2019 | Monaco  | Jean-Éric Vergne DS Techeetah Formula E Team | Oliver Rowland Nissan e.Dams              | Felipe Massa Venturi Formula E Team          | Oliver Rowland Nissan e.Dams                     | Pascal Wehrlein Mahindra Racing                         |
| 4      | 2020-2021 | Monaco  | António Félix da Costa DS Techeetah          | Robin Frijns Envision Virgin Racing       | Mitch Evans Panasonic Jaguar Racing          | António Félix da Costa DS Techeetah              | Stoffel Vandoorne Mercedes-EQ Formula E Team            |
| 5      | 2021-2022 | Monaco  | Stoffel Vandoorne Mercedes-EQ Formula E Team | Mitch Evans Jaguar TCS Racing             | Jean-Éric Vergne DS Techeetah                | Mitch Evans Jaguar TCS Racing                    | Robin Frijns Envision Racing                            |
| 6      | 2022-2023 | Monaco  | Nick Cassidy Envision Racing                 | Mitch Evans Jaguar TCS Racing             | Jake Dennis Avalanche Andretti Formula E     | Jake Hughes Neom McLaren Formula E Team          | Jake Dennis Avalanche Andretti Formula E                |
| 7      | 2023-2024 | Monaco  | Mitch Evans Jaguar TCS Racing                | Nick Cassidy Jaguar TCS Racing            | Stoffel Vandoorne DS Penske                  | Pascal Wehrlein TAG Heuer Porsche Formula E Team | Jehan Daruvala Maserati MSG Racing                      |
| 8      | 2024-2025 | Monaco  | Oliver Rowland Nissan Formula E Team         | Nyck de Vries Mahindra Racing             | Jake Dennis Andretti Formula E               | Taylor Barnard NEOM McLaren Formula E Team       | Nick Cassidy Jaguar TCS Racing                          |
| 8      | 2024-2025 | Monaco  | Sébastien Buemi Envision Racing              | Oliver Rowland Nissan Formula E Team      | Nick Cassidy Jaguar TCS Racing               | Oliver Rowland Nissan Formula E Team             | António Félix da Costa TAG Heuer Porsche Formula E Team |